# Jérôme Fernandez
Jérôme Fernandez (Senon, França, 7 de març de 1977) és un jugador d'handbol francès.
Ocupa la posició de lateral esquerre. Destaca per la seva important presència física, un excel·lent llançament a distància i una gran visió de joc, que li permet connectar amb el pivot amb grans passades interiors. És un jugador intel·ligent i un notable golejador gràcies al seu bon llançament en suspensió.

## Trajectòria esportiva
Va començar a jugar a handbol a l'equip propietat de la seva família, La Bastidienne.
L'any 1985 va fitxar pel Carbon-Blanch, un equip d'una ciutat propera a Bordeus, on va estar fins al 1993, any en què va fitxar pel Girondins de Bordeus, on jugaria fins a l'any 1997.
Posteriorment va jugar a l'Spacer's de Tolosa, on va conquerir els seus primers títols importants.
L'any 1999 va fitxar per l'HB de Montpeller, on jugaria fins a l'any 2002 i aconseguiria també importants títols a nivell nacional, alhora que va assolir el campionat del món amb la seva selecció.
Aquests èxits el van dur a fitxar pel FC Barcelona, on va desenvolupar l'etapa més victoriosa de la seva carrera esportiva i es va convertir en una peça fonamental de l'equip.
El 8 de setembre del 2008 va acordar amb el FC Barcelona la rescissió del seu contracte a causa de la pèrdua de confiança de l'entrenador i al fet d'haver negociat la seva incorporació, de cara a l'any següent, al màxim rival del club, el Balonmano Ciudad Real.

## Palmarès

### HB Montpeller
- 4 Copes de França 97-98 amb l'Spacer's de Tolosa i 99-00, 00-01 i 01-02
- 2 Lligues franceses 99-00 i 01-02

### Futbol Club Barcelona
- 1 Lliga de Campions 04-05
- 1 Supercopa d'Europa 03-04
- 2 Supercopes d'Espanya 03-04, 06-07
- 3 Lligues dels Pirineus 03-04, 05-06, 06-07
- 2 Lligues ASOBAL 02-03 i 05-06
- 1 Copa EHF 02-03
- 2 Copa del Rei 03-04 i 06-07

### Selecció francesa
- Medalla d'or als Jocs Olímpics de Pequín 2008
- Medalla d'or als Jocs Olímpics de Londres 2012
- Campió del món l'any 2001
- Medalla de bronze als Mundials 2003 i 2005
- Campió de l'Europeu de Suïssa 2006